# 전설 모음

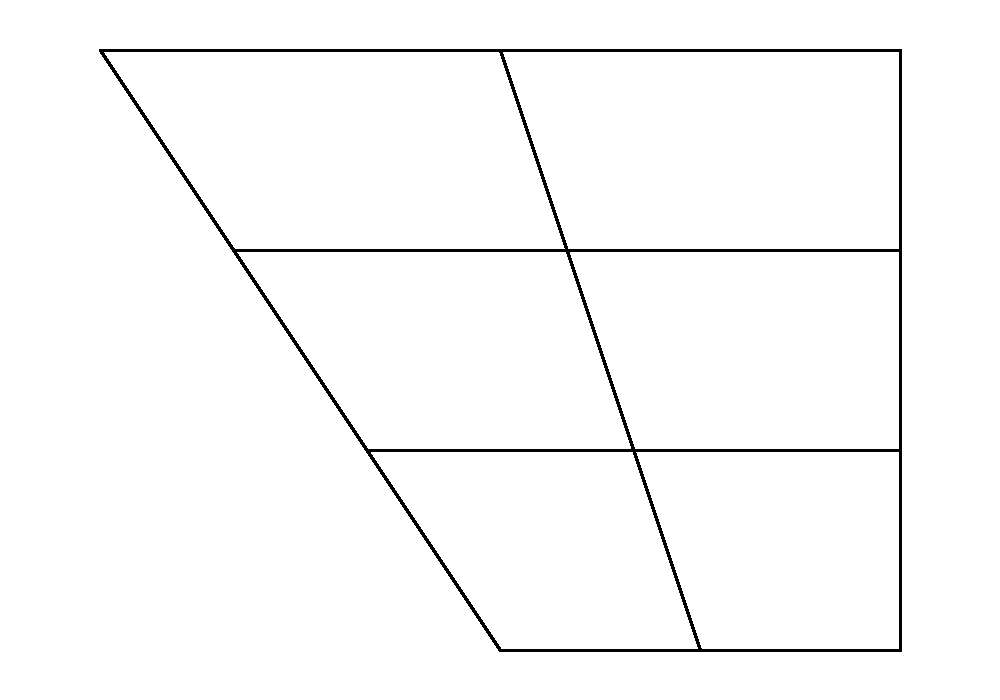

전설 모음(前舌母音) 또는 전모음(문화어: 앞모음)은 일부 언어에 쓰이는 홀소리의 일종으로, 전설면과 경구개 사이에서 조음되는 모음(혀의 최고점의 위치가 앞에 있는 모음)을 말한다. 기본 모음 i · e · ε · a  및 평순 모음 i · e · ε가 원순으로 조음되는 ‘y’·‘ø’·‘œ’ 등이 있다. 전설모음은 국제 음성 기호가 다음과 같이 정의하고 있다.
- 전설 비원순 고모음 [i]
- 전설 원순 고모음 [y]
- 전설 비원순 중고모음 [e]
- 전설 원순 중고모음 [ø]
- 전설 비원순 중모음 [e̞]
- 전설 원순 중모음 [ø̞]
- 전설 비원순 중저모음 [ɛ]
- 전설 원순 중저모음 [œ]
- 전설 비원순 근저모음 [æ]
- 전설 비원순 저모음 [a]
- 전설 원순 저모음 [ɶ]

## 한국어의 전설 모음
|        | 평순 모음 | 원순 모음 |
| ------ | --------- | --------- |
| 고모음 | ㅣ        | ㅟ        |
| 중모음 | ㅔ        | ㅚ        |
| 저모음 | ㅐ        |           |

## 같이 보기
- 중설 모음
- 후설 모음